# Kpantianao (Kampti)
Pour les articles homonymes, voir Kpantianao.
Kpantianao est une localité située dans le département de Kampti de la province du Poni dans la région Sud-Ouest au Burkina Faso.

## Géographie
Kpantianao se trouve à 25 km au sud-est de Kampti, le chef-lieu du département, à 1,5 km au sud de Passéna, ainsi qu'à 3,5 km au sud-ouest de la principale ville de la zone, Guirina.

## Santé et éducation
Le centre de soins le plus proche de Kpantianao est le centre de santé et de promotion sociale (CSPS) de Passéna tandis que le centre médical est à Kampti et que le centre hospitalier régional (CHR) de la province se trouve à Gaoua.